# Тома Трушков
Тома Трушков Христодулов е български просветен деец, учител.

## Биография
Тома Трушков е роден през 1870-те години в град Петрич, тогава в Османската империя. Учи в родния си град, в четвъртокласното българско училище в град Сяр (1890 – 1891) и в Солунската българска гимназия. Работи като учител в Петрич и Петричко, но е наклеветен пред властите от гъркоманската партия и е принуден да замине за Княжество България. През 1894 година е назначен за учител в село Крапец, Радомирско (днес несъществуващо). По-късно се установява в село Мошино, Софийско (днес квартал на град Перник), където също учителства. Тук като главен учител развива активна просветна дейност. По негова инициатива през 1904 година в селото се изгражда нова училищна сграда, която местните хора наричат „Трушковото училище“. През 1911 година той е учител в село Семчиново, Пазарджишко.
Трушков участва в Балканските войни (1912 – 1913) като опълченец от Македоно-одринското опълчение.
По-късно се заселва в град Горна Джумая, където през 1919 година е сред първите учители в новосъздаденото основно училище „Арсени Костенцев“. През 1920-те години и тук развива активна просветна дейност.